# Gitte Krogh
Gitte Krogh (født 13. maj 1977) er en dansk tidligere professionel fodboldspiller, der debuterede på landsholdet som 17årig i 1994. Hun scorede 46 mål i sin landshold karriere.
Hun deltog for ved sommer-OL 1996, hvor hun spillede tre kampe for Danmark.
Hun blev udnævnt til årets fodboldspiller i år 2000 og stoppede i 2001 sin professionelle karriere, som 24-årig, efter at have været med til at sikre Danmark en plads blandt de fire bedste i Europa ved EM-slutrunden i Tyskland sommeren 2001. Efter karrieren som fodboldspiller, arbejder hun nu som efterskolelærer på Tommerup Efterskole. 